# Fritz Pfeffer
Friedrich Pfeffer (30 de abril de 1889 – 20 de dezembro de 1944) foi um dentista alemão. Ele foi um dos oito judeus refugiados no Anexo Secreto, dividindo um quarto pequeno com Anne Frank.Conhecido também pelo pseudônimo de Albert Dussel no Diário de Anne Frank (1947), ele e o grupo de pessoas foram traídos misteriosamente e capturados pela Schutzstaffel (SS),morrendo no campo de concentração de Neuengamme vítima de enterocolite, em 1944.